# Paul Bredow
Paul Bredow (31 décembre 1903 – décembre 1945) est un commandant SS allemand qui participa à l'extermination des Juifs à Treblinka au cours de l'opération Reinhard,.

## Biographie
Bredow était originaire de Silésie. Il servit dans les centres d'euthanasie de Grafeneck et Hartheim. Il arriva à Treblinka en même temps que Franz Stangl, le camp étant dans un état indescriptible de désorganisation. Il y servit jusqu'au printemps 1943. Bredow fut à la tête de l'unité du tri des vêtements des déportés (Kommando Rot) à la caserne A de la zone 2 du camp Auffanglager. Au printemps 1943, il fut transféré à Sobibor. Son passe-temps favori fut le « tir à la cible » de Juifs avec un pistolet, près de cinquante par jour, une activité pleinement approuvée par son supérieur Christian Wirth.
Bredow fut ensuite transféré au camp de concentration de San Sabba à Trieste (Italie) peu avant la fin de la guerre. Il retourna en Allemagne après la guerre et travailla pendant quelques mois comme menuisier avec son ami SS Karl Frenzel à Giessen jusqu'en novembre 1945. En décembre 1945, il fut tué dans un accident à Göttingen.